# Varietà francesi di mais
Le varietà francesi di mais derivano dalle introduzioni in gran parte informali realizzate in seguito all'esplorazione dell'America, e in particolare delle Antille e dalle coste dei Caraibi, a partire dal secolo XVI. La coltivazione di mais da foraggio è menzionata a Bayonne nel 1523, a Navarrenx nel 1636, nel Languedoc nel 1590, a Béarn e nella Franca Contea nel 1608. La prima classificazione morfologica e agrologica delle varietà di mais si trova nella monografia Histoire naturelle, agricole et économique du maïs (1836) scritta da Matthieu Bonafous. In Francia si incontrano quasi solo mais tradizionali con granelli a frattura vitrea, in alcuni casi dentati, raramente zuccherini e da scoppio (pop corn). Tra il 1954 e 1967 circa 200 campioni di semi di  varietà tradizionali sono state raccolti in Francia. La loro classificazione si basa sulla precocità e sulle caratteristiche della spiga e del grano (consistenza, forma, colore).
Di seguito si riportano le caratteristiche delle principali varietà francesi di mais.
- A. Mass precoci. Taglia ridotta, pennacchio maschile poco  ramificato  e spiga a inserzione bassa.
  - Etoile de Normandie (Stella di Normandia)
  - Jaune d'Alsace (Giallo d'Alsazia)

Queste due varietà hanno la spiga lunga, cilindrica, con 8-10 file di chicchi, assai sottile.
- - Jaune hâtif d'Auxonne (Giallo precoce d'Auxonne). Spiga media, conica, con numerose file di chicchi. Semi piccoli, rosso-bruni.
  - Blancs de Bresse (Bianchi di Bresse)
  - Jaunes de Bresse (Gialli di Bresse)

Queste due varietà si differenziano per il  colore del grano. Spiga piuttosto corta, fasciata, a volte lunga, conica, presenta numerose file di semi, tutolo grande e spugnoso. Semi piccoli. I Bianchi spesso presentano dei grani ad aleurone viola.
- B. Mais semi-precoci. Spiga conica, con 10-12 file di chicchi. Semi grandi.
  - Blanc  de Chalosse ou des Landes (Bianco di Chalosse o delle Lande)
  - Doré des Landes (Dorato delle Lande)
  - Maïs de Tarbes (Mais di Tarbes). Spiga corta tronco.conica, numerose file di chicchi. Semi bianchi o dorati, medi..
  - Maïs de Pouyastruc (Mais di Pouyastruc). Spiga lunga, cilindrica a 8 file di chicchi. Semi bianchi e grandi.
- Mais tardivi. Le varietà tardive di taglia grande possono essere utilizzate nelle regioni settentrionali per la produzione di foraggio.
  - Doré de Gomer (Dorato di Gomer). Pianta di taglia alta, spiga cilindrica lunga con 12-14 file di chicchi. Semi dorati, assai grandi.
  - Millette du Lauragais (Miglietto del Lauragais). Spiga conica a volte fasciata o cilindrica, con 12-14 file  di chicchi, tutolo  sottile. Semi piccoli bianchi vitrei, allungati, piccoli.
  - Millette de Finhan (Miglietto di Finhan). Pianta con 2 o 3 spighe cilindriche, con numerose  file di chicchi. Semi rosso-bruni assai piccoli (100 grammi per 1,000 grani).
  - Denté de Garonne (Dentato di Garonna). Spiga cilindrica lunga, con 8-12 file  di  chicchi, tutolo sottile, a volte rosso. Semi dentati,  bianchi, piatti.
  - Corné de Garonne (Vitreo di Garonna). Spiga cilindrica lunga, con 8-12 file  di  chicchi, tutolo sottile. Semi  vitrei, bianchi, grandi.
  - Grand roux basque (Grande rosso-bruno basco). Spiga spesso  lunga e conica, tutolo grande. Semi rosso-bruni, grande.